# Sorbus thibetica
Sorbus thibetica là loài thực vật có hoa trong họ Hoa hồng. Loài này được (Cardot) Hand.-Mazz. miêu tả khoa học đầu tiên năm 1933.